# 保羅·嘉理
保羅·嘉理（Paul Curry，1917年—1986年）是美国紐約州的藍十字保險公司的副總裁，也是一名業餘魔術師。
很多魔術師都進行了幻想和嘉理創建的效果。道格寧（Doug Henning）在嘉理的電視特別節目之一“滑水謠”。嘉理的最有名的是「Out of This World」，這是他在25歲，於1942年創建的紙牌魔術。嘉理處理與他的許多原始的神奇創作的書籍和手稿的作者。
他也發明失蹤的正方形謎題。
1977年3月12日，神奇魔術城堡藝術學院授予保羅·嘉理“創意獎學金”獎